# Georg de Münster
Georg, comte de Münster est un paléontologue allemand, né le 17 février 1776 et mort le 23 décembre 1844 à Bayreuth.
Il constitue une célèbre collection de fossiles qui est à l’origine du musée de paléontologie de Munich. Le comte Münster assiste Georg August Goldfuss (1782-1848) dans son œuvre principale Petrefacta Germaniae.